# Strefa konwergencji antarktycznej

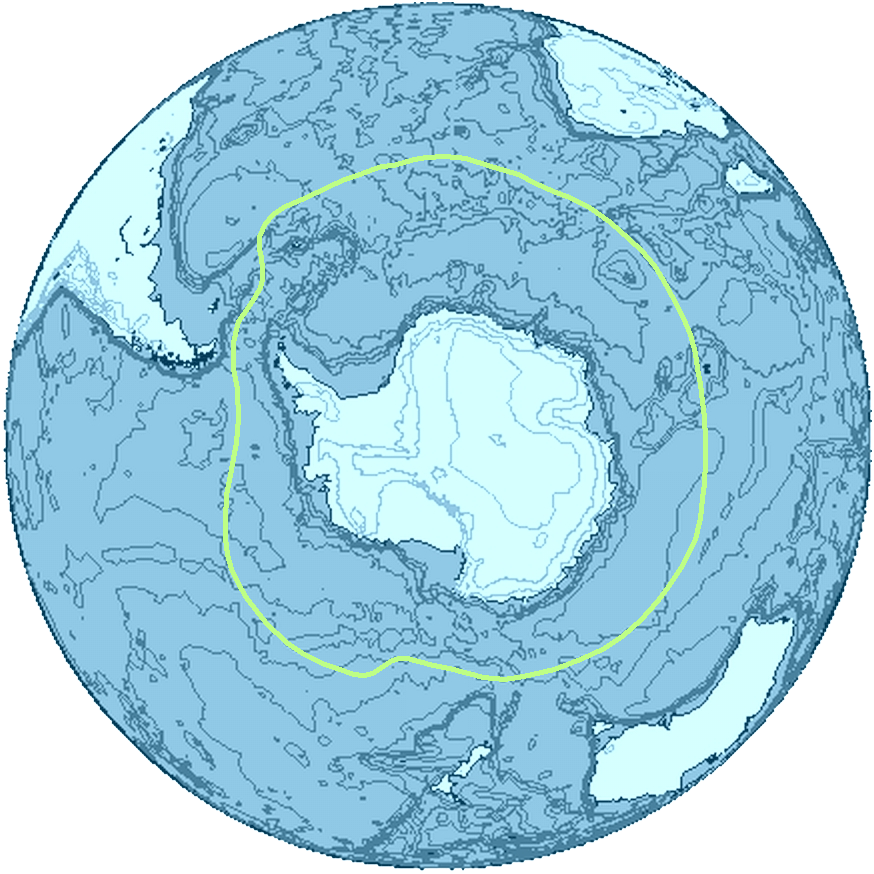

Strefa konwergencji antarktycznej (nazywana też antarktycznym frontem polarnym) – wąski pas wód powierzchniowych uważany za granicę Antarktyki. Jest to miejsce, gdzie stykają się zimne wody płynące od Antarktydy "wślizgujące się" pod cieplejsze wody z północy. Przebiega pomiędzy 47°S a 62°S, a jej przebieg zmienia się sezonowo: latem przesuwa się ku południu, a zimą ku północy.